# 갈매도서관
갈매도서관은 경기도 구리시에 있는 공립 도서관이다.

## 연혁
- 2023년 5월 30일 갈매도서관 개관.